# VanMoof
VanMoof ist ein 2009 in den Niederlanden gegründeter Fahrradhersteller. Er vertreibt eigene E-Bikes, die über eine Mobile App bedient werden. Ende August 2023 wurde das Unternehmen durch die McLaren-Applied-Tochter Lavoie übernommen, nachdem es im Vormonat Insolvenz angemeldet hatte.

## Geschichte

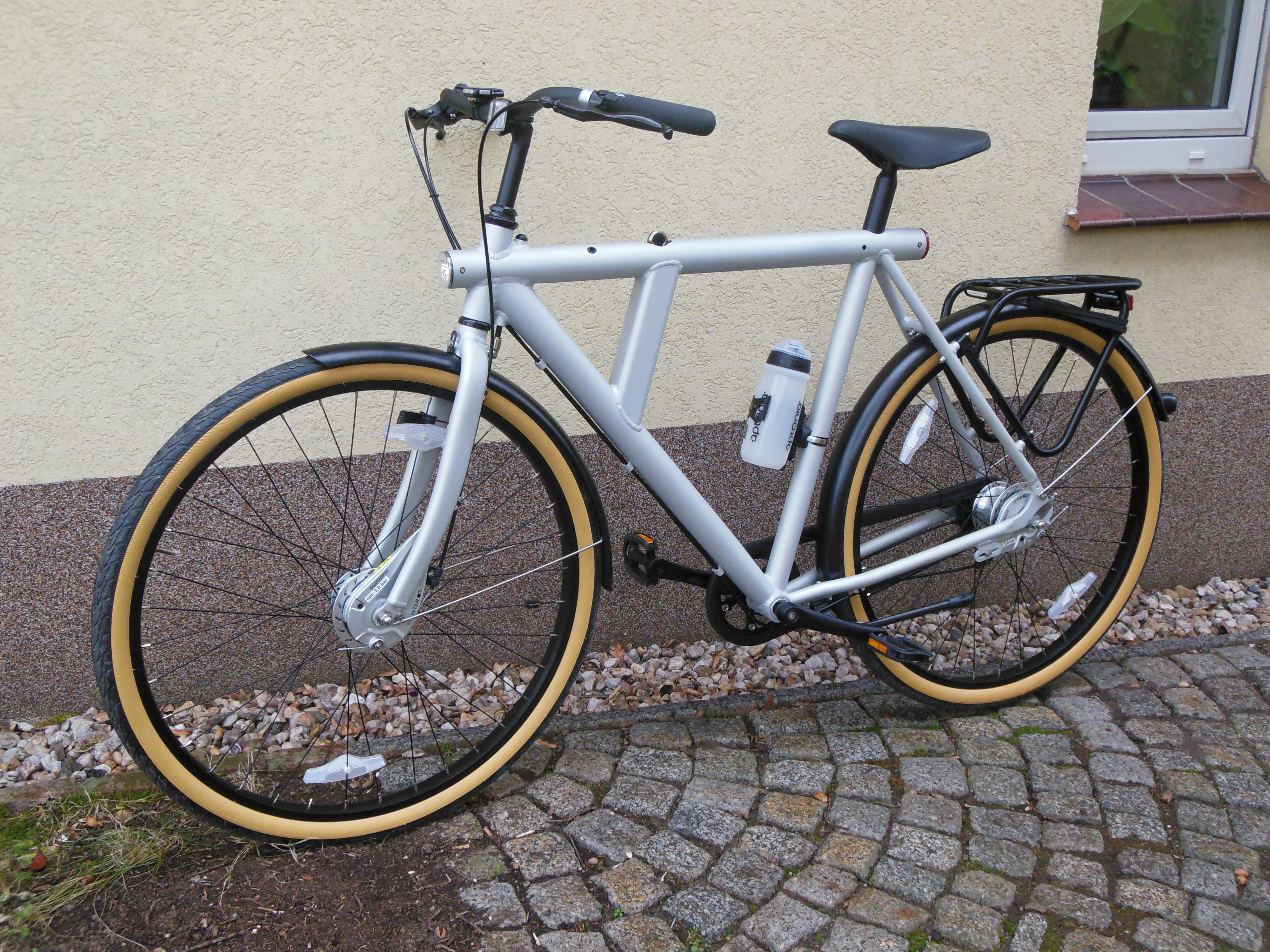
M2 5.7 aus dem Jahr 2013

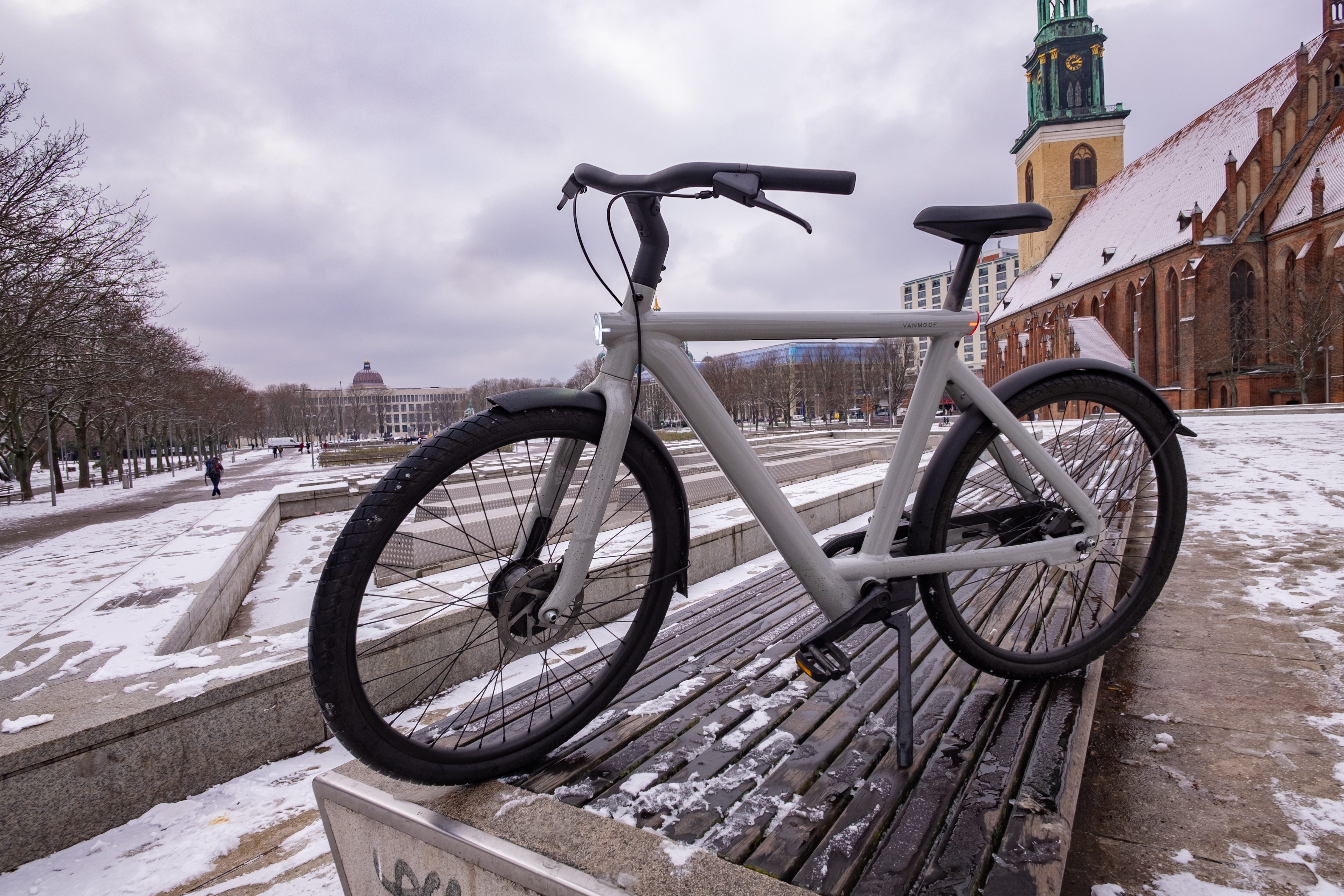
S5 aus dem Jahr 2023

Das Unternehmen wurde 2009 in Amsterdam von den Brüdern Ties und Taco Carlier gegründet und spezialisierte sich auf Stadtfahrräder. Diese wurden nur direkt vertrieben, entweder in den Markengeschäften oder im Internet.
Angeboten wurden zunächst drei herkömmliche Fahrräder, das VanMoof 3, das VanMoof 5 mit einer zusätzlichen Rahmenstrebe zur Aufnahme eines schweren Abus-Schlosses und das VanMoof 6 mit tiefem Einstieg. Bereits die ersten Modelle hoben sich durch ihr Rahmendesign deutlich von der breiten Masse ab und erhielten zahlreiche Designpreise. Markenzeichen wurde die vorn und hinten in das Rahmenrohr eingelassene Beleuchtung. Zuletzt wurden zwei elektrisch unterstützte Modelle für Privatkunden verkauft: Das Electrified S3 und Electrified X3.
In den ersten zehn Jahren seines Bestehens will das Unternehmen nach eigenen Angaben 150.000 E-Bikes verkauft haben. VanMoof war 2019 demnach in 40 Ländern vertreten und hatte Flagship-Stores in Amsterdam, Taipei, Bangkok, New York, San Francisco, London, Paris, Tokio und Berlin. 2017 beschäftigte das Unternehmen 70 Mitarbeiter und erwirtschaftete einen Umsatz von 10 Millionen Euro. Der Umsatz vervierfachte sich bis 2019 auf 40 Millionen Euro und betrug 2020 dann 80 Millionen Euro.
Im September 2021 bezeichnete sich das Unternehmen selbst als das „am stärksten finanzierte E-Bike-Unternehmen der Welt“. Neben privaten Einzelinvestoren aus mehreren Crowdfundings waren zu dem Zeitpunkt die Private-Equity-Gesellschaften Hillhouse Investment, Norwest Venture Partners, Felix Capital, Balderton Capital und TriplePoint Capital beteiligt.
Die ehemalige Managerin des erfolgreichen Start-up-Unternehmens Booking.com, Gillian Tans, kam als Investorin und President 2022 in die Geschäftsführung und verließ das Unternehmen im Mai 2023.

### Insolvenz
Ende 2022 wäre das Unternehmen nach Verlusten von jeweils rund 78 Millionen Euro in den Jahren 2021 und 2022 beinahe in Konkurs gegangen und musste durch eine Finanzspritze seiner Investoren gerettet werden.
Im Juli 2023 überschritt VanMoof die Frist für eine Zinszahlung an Investoren, stellte den Verkauf von Fahrrädern ein und schloss die Läden.
Vanmoof Global Holding B.V. beantragte am 11. Juli eine Zahlungsaussetzungsverfügung (Niederländisch: Surseance van betaling) vor dem Bezirksgericht Amsterdam.
Der Geschäftsführung wurde vom Gericht ein Treuhänder beigestellt, so dass sie in der Zeitperiode, für die Zahlungsaussetzung gewährt wurde, auf eine Einigung mit den Gläubigern hinarbeiten konnte. Am 17. Juli 2023 hob das Gericht das Zahlungsaufschubverfahren auf und erklärte die niederländischen Gesellschaften Vanmoof Global Holding B.V., Vanmoof B.V. und Vanmoof Global Support für insolvent. Am 3. August 2023 beantragte auch die britische Gesellschaft Insolvenz.
Im Falle einer Abschaltung der VanMoof-Server würde die Kopplung mit der offiziellen App nicht mehr funktionieren, da diese bei jedem Login den kryptografischen Schlüssel für die Bluetooth-Verbindung aus dem Internet abruft. Ohne App sind wichtige Funktionen nicht mehr nutzbar, unter anderem das manuelle Ein- und Ausschalten des Lichts. Es gibt daher alternative Apps für VanMoof-Fahrräder, unter anderem vom Konkurrenten Cowboy. Da in den Fahrrädern viele Nicht-Standard-Komponenten verbaut sind, kann es bei der Versorgung mit Ersatzteilen zu Problemen kommen.
Am 30. August 2023 gab VanMoof bekannt, von der McLaren-Applied-Tochtergesellschaft Lavoie übernommen worden zu sein. Durch eine kurzfristige Investition von mehreren zehn Millionen Pfund konnte demnach eine Insolvenz vorerst abgewendet werden. Ziel der Übernahme sei, das Geschäft von VanMoof zu stabilisieren und weiter effizient auszubauen. Die zuvor geschlossenen Werkstätten sollten jedoch nicht wieder eröffnen. 2023 hatte VanMoof weltweit 190.000 Kunden. Im Mai 2024 veröffentlichte VanMoof offizielle Reparaturanleitungen und begann wieder damit, ausgewählte Ersatzteile bereitzustellen. Diese Maßnahmen wurden von der Nutzergemeinschaft begrüßt, da sie die Wartung und Reparatur der Fahrräder erleichterten und die Abhängigkeit von geschlossenen Werkstätten reduzierten.

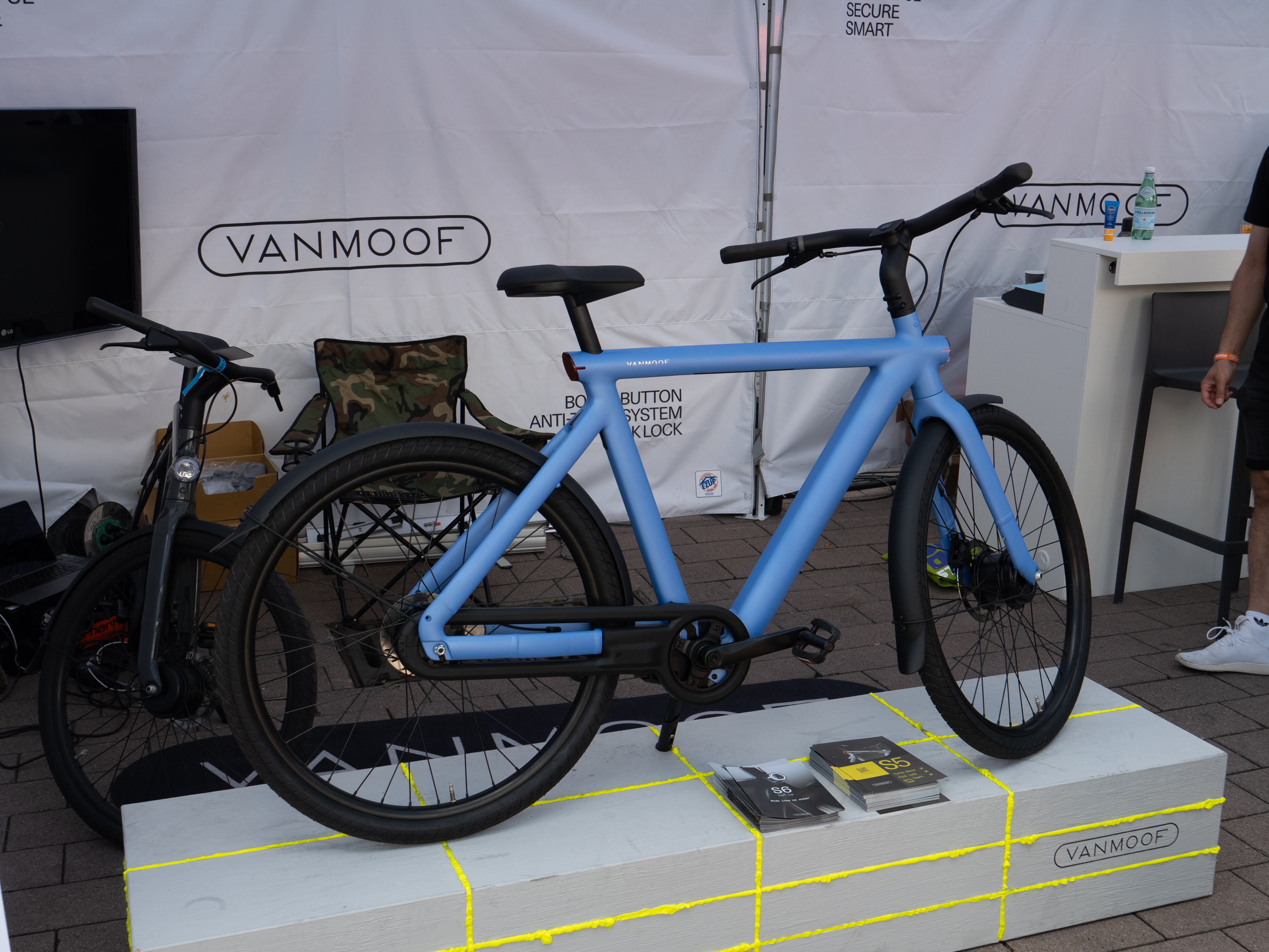
Van Moof S6

2025 kam mit dem S6 das erste neue Modell seit der Insolvenz auf den Markt.

## Modelle
VanMoof verkaufte vor der Insolvenz drei Produktreihen:
- Die S-Reihe: Elektrofahrräder mit einem herkömmlich konstruierten Rahmen
- Die A-Reihe (vor 2022 X-Reihe genannt): Elektrofahrräder mit kleineren Rädern und Transportvorrichtungen
- die V-Reihe (ein „Hyperbike“ mit 50 km/h Höchstgeschwindigkeit)

Bisherige Modelle:
- VanMoof Electrified S1 (2017)
- VanMoof Electrified S2 (2019)
- VanMoof Electrified X2 (2019)
- VanMoof S3 (2020)
- VanMoof X3 (2020)
- VanMoof S3 Refreshed (2021)
- VanMoof X3 Refreshed (2021)
- VanMoof S5 (2022)
- VanMoof A5 (2022)
- VanMoof S4 (2023)
- VanMoof X4 (2023)
- VanMoof V (2023)
- VanMoof S5 Gen 2 (2024)
- VanMoof S6 (2025)

### Reichweite und technische Besonderheiten
Bei der Generation 2020 S3 und X3 wurden zwischen 60 und 150 Kilometer Reichweite angegeben. In Praxistests wurden etwa 70 km erzielt. Die Leistung liegt bei einer dauerhaften Abgabe von 250 Watt.
Ein Boost-Knopf setzt kurzzeitig 500 Watt frei, um auf die eingestellte Höchstgeschwindigkeit zu kommen. Im EU-Modus unterstützt das Rad Geschwindigkeiten bis zu 25 km/h, im US-Modus bis zu 32 km/h, was aber über der in Europa erlaubten Höchstgeschwindigkeit ohne Führerschein- oder Kennzeichenpflicht liegt. Die Pedelecs haben Vorderrad-Motoren mit einem Drehmoment von 59 Nm und haben einen eingebauten 504-Wh-Akku, der sich nur in der Fachwerkstatt entnehmen lässt.
An den Fahrrädern wurden weitgehend inkompatible Teile verbaut, was Reparaturen erschwert.

### Test und Kontroversen
Im November 2020 vergab der ADAC in einem E-Bike Vergleichstest mit neun Herstellern dem Modell S 3 die Note 2,8 und damit einen Platz im Mittelfeld.
Im Oktober 2021 häuften sich Medienberichte, die die neue Generation S3 & X3 als nicht StVO-konform bezeichneten. In der App zum Fahrrad gab es die Möglichkeit zum Wechsel der Region in der zugehörigen App. Die einzelnen Modi unterscheiden sich in der Höchstgeschwindigkeit der Motorunterstützung. Drei Möglichkeiten standen zur Auswahl: Der EU-Modus (25 km/h), der Japan-Modus (24 km/h), und der US-Modus (US-Gesetze erlauben eine motorunterstützte Höchstgeschwindigkeit von 32 km/h). Der US-Modus ist in Deutschland und weiten Teilen der EU nicht erlaubt, da die Verordnung (EU) Nr. 168/2013 über Leichte ein- und mehrspurige Kraftfahrzeuge die Betriebserlaubnis für solche Pedelecs an eine maximale motorunterstützte Geschwindigkeit von 25 km/h koppelt.
Mit einem App-Update, das Anfang November 2021 veröffentlicht wurde, entfernte VanMoof den Reiter für die Regionseinstellungen komplett aus der App.
In einem Artikel, den er auf dem Firmen-Blog veröffentlichte, kritisierte Ties Carlier die rechtliche Gleichsetzung von E-Bikes/Pedelecs und Mopeds, die Grundlage der EU-Verordnung sei und die neueren, leichteren elektrischen einspurigen Kraftfahrzeugen zum Nachteil gereiche.
Der Preis für das S5 lag zur Wiedereinführung bei rund 3.300 Euro. Erste Berichte und Tests nach dem Relaunch würdigten zwar das Fahrgefühl und das Design, äußerten aber auch Kritikpunkte. Dazu zählten der im Vergleich zu Wettbewerbern hohe Preis, weiterhin bestehende Bedenken hinsichtlich der Langzeitzuverlässigkeit trotz der Überarbeitungen (unter anderem wurde von Softwareproblemen bei Testrädern berichtet), die Abhängigkeit von proprietären Ersatzteilen und dem neu aufgebauten Servicenetzwerk sowie die teils schlechte Ablesbarkeit der Halo Rings bei Sonnenlicht. Der frühere Diebstahlschutz-Service wurde für die neuen Modelle nicht mehr angeboten.

### Auszeichnungen
VanMoof erhielt 2009 den Eurobike Award, den Dutch Design Award und den Red Dot Design Award. 2009 erhielt VanMoof den Design Management Europe Award in der Kategorie „Micro Company“. Die im April 2020 vorgestellte Generation S3 und X3 erhielt die „Best of the Best“ Auszeichnung des Red Dot Design Awards 2020.